# AfterStep
AfterStep é um gerenciador de janelas para o X Window System. Seu objetivo de desenvolvimento é permitir flexibilidade da configuração, uma estética aprimorada e um eficiente uso dos recursos. Foi originalmente desenvolvido por Bo Yang sob o nome de BowMan baseado no FVWM. Originando-se do FVWM e BowMan, o AfterStep foi desenvolvido inicialmente por Dan Weeks, Frank Fejes e Alfredo Kojima e projetado com o objetivo imitar as características do NeXTSTEP.